# 施羅特峰
46°44′N 11°30.783′E / 46.733°N 11.513050°E

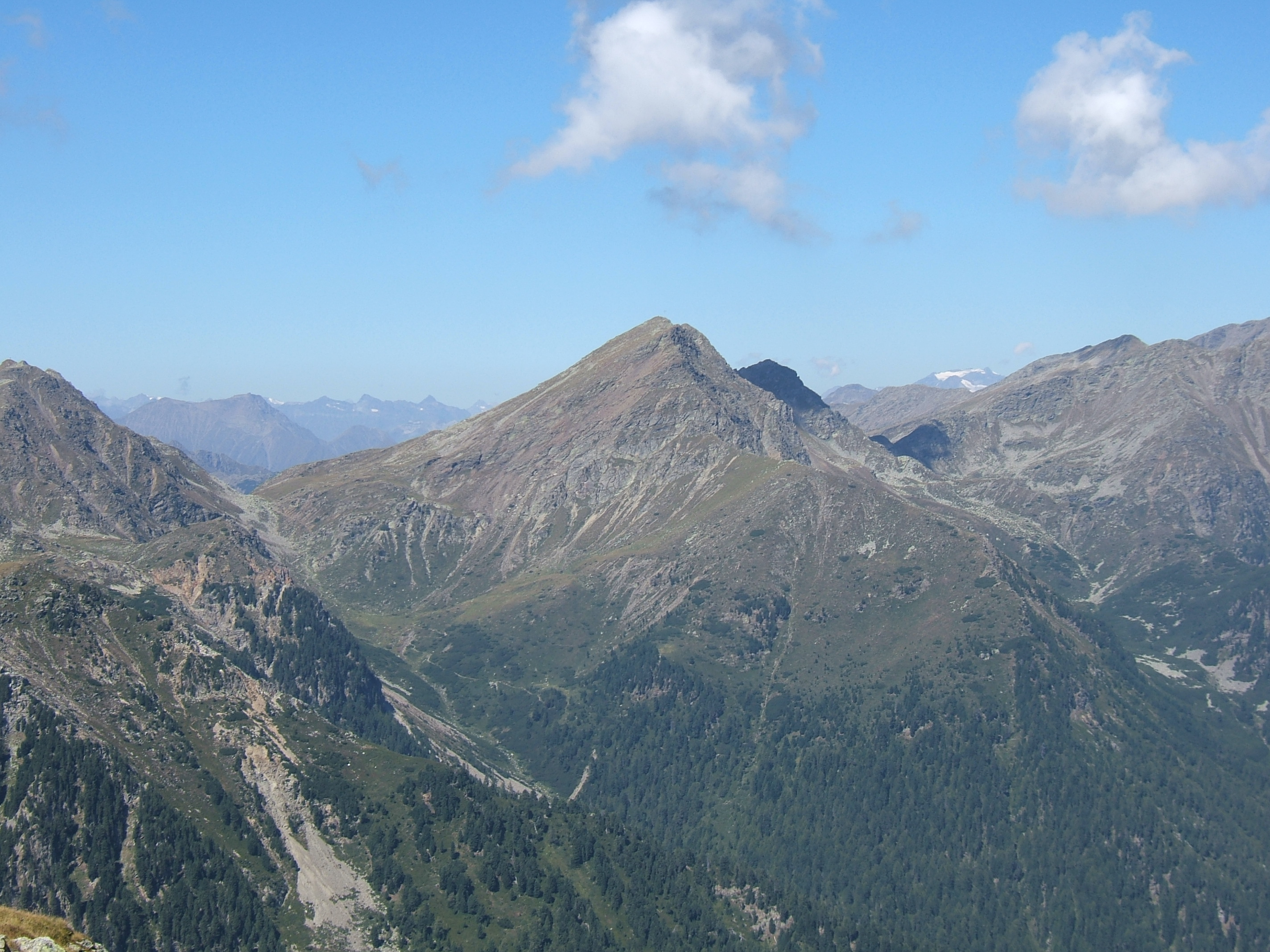

施羅特峰（義大利語：Schrotthorn），是意大利的山峰，位於該國東北部，由博爾扎諾-南蒂羅爾自治省負責管轄，屬於萨恩塔尔山脉的一部分，海拔高度2,590米。